# 聖堂教父 (漫畫)
《聖堂教父》是一部由史村翔原作，池上遼一作畫的青年漫畫作品，於1990年至1995年之間，在小學館所發行的漫畫雙月刊Big Comic Superior上連載，單行本全12集。系列漫畫發行量達到700萬本以上。
台灣最初由時報出版取得授權出版，在版權過期後，東立出版社的重新取得授權版本將書名改為《聖堂風雲》，香港玉皇朝版則譯為《英雄本色》。
1995年曾拍成真人電影版，由藤由紀夫執導，永澤俊矢、阿部寬、中村梓等主演。另外有改編為OVA。
2003年台灣作家侯文詠將本書作為《危險心靈》一書的串場著作。

## 故事概要
自柬埔寨紅色高棉的人間地獄存活下來的兩名日本小孩，北条彰與淺見千秋，在回到了日本後，發現日本社會缺乏希望。因此兩人決定從黑白兩道來徹底革新已經腐敗的日本社會。一場剪刀石頭布，決定了兩人的發展——北条彰進入了黑社會，而淺見千秋走上了從政之路。

## 登場人物

### 主要角色
北条彰（聲：速水獎／電影版：永澤俊矢）
兩位主角之一，自黑道這條路線來改變日本政界。黑道組織「北彰會」首領。
從地獄回來的男人。和淺見一起逃出柬埔寨而成為生死之交。在高中獲得優異成績，但為了成為黑社會而在高二的時候退學，進入了黑道組織「渡海興業」。之後殺害了相樂聯合的第一代總長相樂，自己成為了第二代總長。目標是令相樂聯合稱霸日本，重新建造黑暗世界。
淺見千秋（聲：中田和宏／電影版：阿部寬）
兩位主角之一，利用從政來改變日本政界。民自黨眾議員・佐倉秀一的秘書。
從地獄回來的男人。和北條一起逃出柬埔寨而成為生死之交。高中畢業後入讀東京大學法學部。大學畢業後進入現職，之後被選為國會議員。後來與仙石、吉川、狩谷等人組織了名為「新日本」的政黨。為奪取日本政權而奔走。

### 黑道人物
渡海（聲：土師孝也）
黑道組織「渡海興業」的組長。其妻悠子在黑道復仇中被槍殺。
將要求加入「渡海興業」的北條帶入組織。雖曾憎惡出色的北條趕超自己的老大地位，但被北條感化，在北條成為相樂聯合總長之後成為他的監護人及左右手。為達成相樂聯合稱霸日本的目的，北條委托他向南方擴展勢力，向香港出發。
田代憐二（聲：關智一）
北條的心腹。因北條救了他的獨生子光一，於是跟隨北條成為黑道人物。在北條成為相樂聯合總長後，成為北彰會第二代首領。
相樂（聲：笹岡繁藏）
黑道組織相樂聯合的總長，暗中與眾議員佐倉秀一有來往。利用渡海和北條的矛盾讓他們互相廝殺，來達到打壓北條的目的。後被北條殺掉。
村田（聲：佐藤正治）
相樂聯合的幹部。前總長死後成為北條的心腹。擁有由經驗而生的冷靜判斷力。
宮村政信
關東三大勢力之一武山聯合的「宮村組」組長。武山聯合之中最能冷靜觀察的人物。年輕的時候曾受渡海和北條幫忙。
殺害了「德田組」的組長，成立了武山聯合和相樂聯合的同盟。
緒方榮藏
神戶山王會第三代總長。與北條對峙過程中通過和他直接對話，明白到自身的弱點，為了守護山王的代紋而引退，將一切交托於伊吹。
伊吹英明
神戶山王會第二把交椅。受緒方任命繼承山王會成為第四代總長。不久後協助北條共同致力於黑道世界的改革。
大西英二
自己的組織因反抗神戶山王會而潰散。和渡海是獄中好友，因而幫忙勸動九州第一的勢力「小倉岩田組」（組長・岩田浩德）。
中城規介
沖繩的黑道首領。為了將沖繩的旗幟立於本州，答應和渡海、黃志陽聯手。
黄志陽
香港某個黑社會的第二把交椅。對六年後的香港回歸感到危機，圖謀進軍日本而和渡海聯手。手段狠辣。
市島陽介
黑暗世界幕後首腦，已退休在馬場養馬。想在日本培育人才，賞識繼承相樂聯合的北條，時常給予幫助。

### 警界人物
石原杏子（聲：鶴弘美）
警視廳·六本木署的副署長，27歲。東京大學畢業後通過國家公務員上級職稱考試。為了得到北條的罪證而開始調查他，在接觸之下卻對他產生好感。
尾崎（聲：石塚運昇）
六本木署的警察，石原的部下。戴太陽鏡，留著不修邊幅的鬍鬚。諳熟黑道，和渡海認識很久。為了引出北條故意對渡海煽風點火，在渡海洗心革面後多番幫忙他。
熊谷
警視廳搜查四課（暴力團對策）的課長。頂住抗爭策劃要一鼓作氣瓦解日本的極道組織。
平山隆
兵庫縣警局搜查四課的課長。體型相當短小。被上級認為是極優秀的人才，卻拒絕進入大藏省和通產省任高職而自願選擇當警官，被人認為是個古怪的傢伙。和熊谷一同為破滅黑道組織而行動。

### 政界人物
仙石慎一郎
北海道選出的新人國會議員。父親是民自黨伊佐岡派系的議員，後在伊佐岡的策略下被逼至自殺。被後援會推舉與淺見同時當選。言行出位。進入國會第一天和淺見不打不相識，之後和吉川三人以一年級議員的身份致力政治改革。
吉川秀丸
高知選出的新人國會議員。和淺見、仙石同時當選，共同進退。
狩谷久雄
民自黨眾議員。雖然在由「團塊世代」組成的超黨派組別「70年會」裡最早當選，並以核心人物的身份活動著，但一直被民自黨內部的老狐狸議員打壓。一開始立場與淺見對立，經歷過比絲桃事件後了解自己作為政治家的問題和「應該做的事」，於是和淺見聯手進行政治改革。
佐倉秀一（聲：岡部政明）
民自黨眾議員。68歲。東京地方區連任7次的大政治家，與黑道組織相樂聯合有援助關係。有一個在醫院療養中的妻子千代和名叫由香的女兒。目標是登上下任大臣的寶座，卻在淺見和北條的計策下失足。
原口賢二
民自黨伊佐岡派系的國會議員，通稱「笑面虎」。是一個時常依附於當時勢力最大的派系的野心家。與導致仙石父親自殺的「北海道未來樂園度假村」開發計劃有關係。
伊佐岡紀元（聲：渡部猛）
民自黨幹事長，擁有操縱日本政治的強大權力。利用國民對政治的不關心來構築現在的地位。敵視由淺見率領的一眾年輕政治家，絞盡腦汁要保護自己的權力。
比絲桃
美國白宮幕僚長，32歲的對日強硬派。為了糾正日美汽車貿易不平衡問題，擴大美國汽車在日本市場的份額而來日交涉。但後來被自薦作為談判代表的淺見說服而回國。
克林頓
時任美國總統。命比絲桃訪問日本。其理念是「美日兩國要改革成彼此能明確說出YES或NO地坦誠對話的關係」。
在渡假期間暗中訪日，在正在拉票的淺見的拉票車上當眾與他握手。

### 其他人物
青木
新創公司「藍色世界」的會長。協助北條充當聯繫北都銀行和相樂聯合的融資窗口。

## 出版書籍
單行本
| 冊數 | 日文標題 | 中文標題   | 小學館         | 小學館             | 時報出版       | 時報出版           |
| 冊數 | 日文標題 | 中文標題   | 發售日期       | ISBN               | 發售日期       | ISBN               |
| ---- | -------- | ---------- | -------------- | ------------------ | -------------- | ------------------ |
| 1    |          | 光和影     | 1990年10月30日 | ISBN 4-09-182361-0 | 1994年10月26日 | ISBN 957-13-1408-0 |
| 2    |          | 日本       | 1991年4月27日  | ISBN 4-09-182362-9 | 1994年10月26日 | ISBN 957-13-1409-9 |
| 3    |          | 稱霸       | 1991年7月30日  | ISBN 4-09-182363-7 | 1994年11月26日 | ISBN 957-13-1410-2 |
| 4    |          | 戰鬪的序章 | 1992年2月29日  | ISBN 4-09-182364-5 | 1994年11月26日 | ISBN 957-13-1411-0 |
| 5    |          | 決心       | 1992年8月29日  | ISBN 4-09-182365-3 | 1994年12月16日 | ISBN 957-13-1412-9 |
| 6    |          | 斧         | 1993年3月30日  | ISBN 4-09-182366-1 | 1994年12月16日 | ISBN 957-13-1413-7 |
| 7    |          | 覺醒       | 1993年9月30日  | ISBN 4-09-182367-X | 1995年1月16日  | ISBN 957-13-1414-5 |
| 8    |          | 攻守       | 1994年1月29日  | ISBN 4-09-182368-8 | 1995年2月16日  | ISBN 957-13-1415-3 |
| 9    |          | 暴露       | 1994年5月30日  | ISBN 4-09-182369-6 | 1995年3月26日  | ISBN 957-13-1548-6 |
| 10   |          | 退黨       | 1994年8月30日  | ISBN 4-09-182370-X | 1995年4月16日  | ISBN 957-13-1549-4 |
| 11   |          | 新黨派     | 1995年1月30日  | ISBN 4-09-183531-7 | 1995年6月16日  | ISBN 957-13-1689-X |
| 12   |          | 聖堂       | 1995年4月27日  | ISBN 4-09-183532-5 | 1995年8月10日  | ISBN 957-13-1757-8 |

文庫版
| 冊數 | 小學館        | 小學館             |
| 冊數 | 發售日期      | ISBN               |
| ---- | ------------- | ------------------ |
| 1    | 2002年6月15日 | ISBN 4-09-192641-X |
| 2    | 2002年6月15日 | ISBN 4-09-192642-8 |
| 3    | 2002年7月16日 | ISBN 4-09-192643-6 |
| 4    | 2002年7月16日 | ISBN 4-09-192644-4 |
| 5    | 2002年8月10日 | ISBN 4-09-192645-2 |
| 6    | 2002年8月10日 | ISBN 4-09-192646-0 |
| 7    | 2002年9月14日 | ISBN 4-09-192647-9 |
| 8    | 2002年9月14日 | ISBN 4-09-192648-7 |

重編版
| 冊數 | 小學館         | 小學館                 | 東立出版社     | 東立出版社             |
| 冊數 | 發售日期       | ISBN                   | 發售日期       | ISBN                   |
| ---- | -------------- | ---------------------- | -------------- | ---------------------- |
| 1    | 2009年10月30日 | ISBN 978-4-09-184131-5 | 2011年9月5日   | ISBN 978-986-10-7935-6 |
| 2    | 2009年11月30日 | ISBN 978-4-09-184132-2 | 2011年9月5日   | ISBN 978-986-10-7936-3 |
| 3    | 2009年12月26日 | ISBN 978-4-09-184133-9 | 2011年10月20日 | ISBN 978-986-10-7937-0 |
| 4    | 2010年1月29日  | ISBN 978-4-09-184134-6 | 2011年10月20日 | ISBN 978-986-10-7938-7 |
| 5    | 2010年2月27日  | ISBN 978-4-09-184135-3 | 2011年12月22日 | ISBN 978-986-10-7939-4 |
| 6    | 2010年4月4日   | ISBN 978-4-09-184136-0 | 2012年2月4日   | ISBN 978-986-10-7940-0 |
| 7    | 2010年5月3日   | ISBN 978-4-09-184137-7 | 2012年3月22日  | ISBN 978-986-10-7941-7 |

新裝版
| 冊數 | 小學館         | 小學館                 | 東立出版社    | 東立出版社             |
| 冊數 | 發售日期       | ISBN                   | 發售日期      | ISBN                   |
| ---- | -------------- | ---------------------- | ------------- | ---------------------- |
| 1    | 2023年7月12日  | ISBN 978-4-09-862510-9 | 2024年10月9日 | ISBN 978-626-02-2417-2 |
| 2    | 2023年8月30日  | ISBN 978-4-09-862569-7 | 2024年12月5日 | ISBN 978-626-02-2418-9 |
| 3    | 2023年9月28日  | ISBN 978-4-09-862582-6 | 2025年2月21日 | ISBN 978-626-02-2419-6 |
| 4    | 2023年10月30日 | ISBN 978-4-09-862638-0 | 2025年3月14日 | ISBN 978-626-02-2420-2 |
| 5    | 2023年11月30日 | ISBN 978-4-09-862648-9 | 2025年4月17日 | ISBN 978-626-02-2421-9 |
| 6    | 2023年12月27日 | ISBN 978-4-09-862719-6 | 2025年6月5日  | ISBN 978-626-02-2422-6 |
| 7    | 2024年1月30日  | ISBN 978-4-09-862720-2 | 2025年7月11日 | ISBN 978-626-02-2423-3 |

## OVA
1995年OVA製作、發行。（發售日：1996年5月1日）
聲音演出
- 北条彰：速水奨
- 淺見千秋：中田和宏
- 渡海：土師孝也
- 相樂：笹岡繁藏
- 伊佐岡紀元：渡部猛
- 佐倉秀一：岡部政明
- 尾崎：石塚運昇
- 石原杏子：鶴弘美
- 村田：佐藤正治
- 田代怜二：關智一
- 北條的戀人：勝生真沙子

製作團隊
- 原作：史村翔、池上遼一
- 製作人：藤原正道、伊藤梅男、猪俣光一郎
- 監督：渡部高志
- 脚本：寺田憲史
- 絵コンテ：渡部高志、冨永垣雄
- 演出：鈴木卓夫
- 人物設計、作畫監督：窪秀巳
- 美術監督：加藤浩
- 撮影監督：鳥越一志
- 音響監督：三間雅文
- 動畫製作：PASTEL
- 製作：東寶株式會社、株式會社VAP、株式會社小學館、株式會社OB企劃

原聲帶
聖堂教父 O.S.T（發售日：1996年3月25日、TDK）

### 漫畫DVD
2003年10月3日發售（販售商：Sony Pictures Entertainment）
聲音演出
- 平田廣明
- 井上和彥
- 角田早穗
- 大塚明夫
- 關俊彥

製作
- 監督：鈴木幸雄
- 原作：史村翔、池上遼一
- 音樂：山本哲也

## 電影版
一共製作了三部。第一部於1995年上映，並於同年9月25日發行錄影帶，導演為藤由紀夫。第二部與第三部分別於1995年12月28日與1996年2月25日以錄影帶發行。

### 主演
- 永澤俊矢（北條）
- 阿部寬（淺見）
- 中村梓
- 榊原利彦
- 田村高廣
- 渡邊文雄
- 世良公則（渡海）
- 六平直政
- 青木義朗
- 本田博太郎
- 塚田聖見
- 南原宏治

### 幕後製作
- 製作：Cinewave（1）、VideoChamp（2.3）
- 導演：藤由紀夫（1）、吉野晴亮（2.3）
- 脚本：安本莞二（1）、小杉哲大（2）、（3）
- 音樂：Torsten Rush（3）

## 外部連結
- Anime News Network: Sanctuary （页面存档备份，存于）
- IMDB: Sanctuary:The Movie（1996） （页面存档备份，存于）
- Manga Sanctuary: Sanctuary （页面存档备份，存于） （法文）